# Johann Menrad von Vorwaldtner

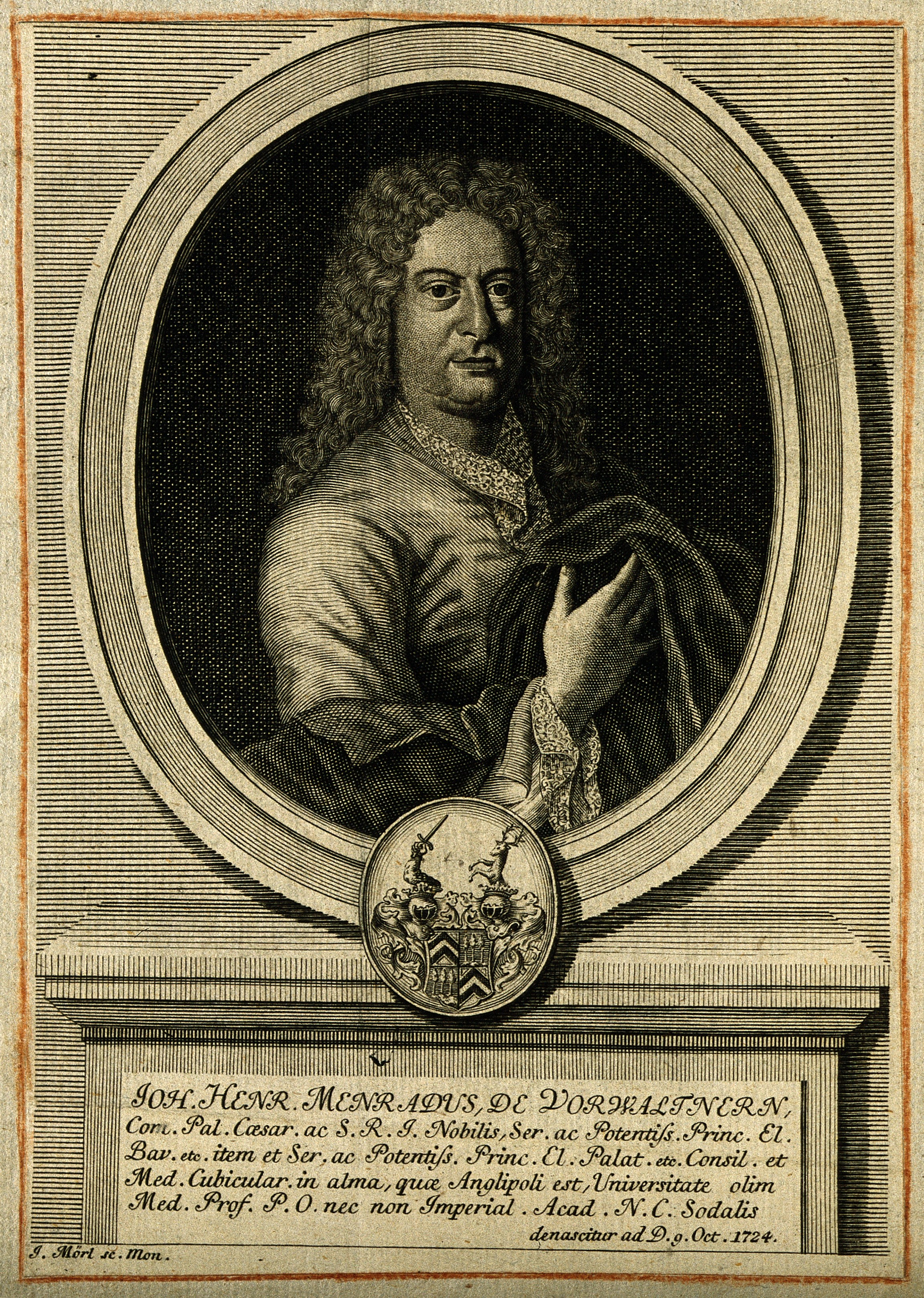
Johann Menrad von Vorwaldtner

Johann Menrad von Vorwaldtner (* 1651 in Ingolstadt; † 9. Oktober 1724 in München) war ein deutscher Arzt, Professor der Medizin in Ingolstadt und Mitglied der Gelehrtenakademie „Leopoldina“.
Johann Menrad von Vorwaldtner war im Jahr 1668 Respondent der Medizin in Ingolstadt. Er wurde dann  zuerst Physikus, Garnisonsarzt und Professor der Medizin in Ingolstadt. Danach wurde er Leibarzt des Pfalzgrafen Philipp Wilhelm (1615–1690). Später wurde er bayerischer und pfälzischer Rath- und Leibarzt.
Am 30. Juni 1696 wurde Johann Menrad von Vorwaldtner mit dem Beinamen Polybius I. als Mitglied (Matrikel-Nr. 222) in die Sacri Romani Imperii Academia Caesareo-Leopoldina Naturae Curiosorum aufgenommen.

## Werke
- mit Adam Aigenler, Tabula Geographico-Horologa Universalis, 1668. Digitalisat
- Brief an Johann Moritz Hoffmann, 1715. Digitalisat
- Sermones academici, 1739. Digitalisat